# Источна римска некропола Сирмијума
Источна римска некропола Сирмијума се налази у Сремској Митровици и под заштитом је Завода за заштиту споменика културе Сремска Митровица. С обзиром да представља значајну историјску грађевину, проглашена је непокретним културним добром Републике Србије.

## Историја
Приликом испитивања терена у улици Октобарске револуције у Сремској Митровици, сонда један и проширене сонде су открили значајне архитектонске остатке рано-хришћанске базилике из четвртог века нове ере. Базилика према натпису на једном гробу у оквиру ње се идентификује као базилика Светог Иринеја. Овај део представља веома значајан налаз јер је поред делимичних остатака цркве у Мачванској Митровици из овог времена једина сачувана сакрална грађевина. У базилици и око ње се формирала некропола. Откривено је дванаест гробова који припадају овом периоду и који дају три типа гробних конструкција четвртог века. У једној од ових гробница је откривена фреско декорација, а малтерна подлога за фреске је нађена у другим гробницама, као и фрагменти фресака нађених током ископавања индицирају да су и остале гробнице биле украшене фреско декорацијом која је уништена ранијим отварањима гробница. Фрагменти фресака нађени у базилици, као и део мозаичког пода који припада поду базилике сведоче о значају овог објекта. У централни регистар је уписана 27. децембра 1999. под бројем АН 134, а у регистар Завода за заштиту споменика културе Сремска Митровица 6. децембра 1999. под бројем АН 7.